# 溝口和洋
溝口 和洋（みぞぐち かずひろ、1962年3月18日 - ）は、日本の陸上競技選手。専門はやり投。和歌山県西牟婁郡白浜町保呂出身。
1989年5月27日以降、やり投の日本記録(87m60)を30年間以上保持し続けている。

## 経歴
高校からやり投を始め、三年時のインターハイでは59m68で6位、国民体育大会では60m72で2位となっている。
1981年に京都産業大学に進学。4年時のロサンゼルスオリンピックでは74m82で予選20位。
1985年にゴールドウインに入社。
1986年のソウルアジア大会では76m60で優勝、金メダルを獲得。
1987年8月30日の世界陸上ローマ大会では80m24で6位入賞。
1988年ソウルオリンピックでは77m46で予選19位。
1989年5月27日のサンノゼ国際グランプリでは日本新記録・世界歴代2位（当時）となる87m60をマーク。当初従来の世界記録を2cm上回る87m68の世界新記録と発表されたが、計測員が安価なビニール製のメジャーを強引に引っ張って再計測し、87m60と発表された。さらに二投目にマークしていた84m82の大会新記録を81m82に書き換えられるという事態も起こり、これには溝口自身も抗議したが、記録係には相手にされなかったという。
7月14日のロンドン国際グランプリでは85m02で優勝、6投全ての試技で80mを超えた。IAAFグランプリファイナルでは83m06を投げて2位となった。
1990年の北京アジア大会では75m84で3位になり、銅メダルを獲得。
1998年に36歳で現役引退。その後はパチプロとして生活しながら、中京大学でハンマー投の室伏広治ややり投の三宅貴子をボランティアで指導した。指導をきっかけに知り合った三宅と結婚し、2007年から故郷の白浜町で農業を営んでいる。

## 主な成績
| 大会名                       | 順位              | 記録  | 年月日        | 場所               |
| ---------------------------- | ----------------- | ----- | ------------- | ------------------ |
| ロサンゼルスオリンピック     | 20位              | 74m82 | 1984年        | ロサンゼルス       |
| 1986年アジア競技大会         | 1位               | 76m60 | 1986年        | ソウル             |
| 1987年世界陸上競技選手権大会 | 6位               | 80m24 | 1987年8月30日 | ローマ             |
| ソウルオリンピック           | 19位              | 77m46 | 1988年        | ソウル             |
| サンノゼ国際グランプリ       | 1位（自己ベスト） | 87m60 | 1989年5月27日 | サンノゼ           |
| IAAFグランプリファイナル     | 2位               | 83m06 | 1989年        | モナコ             |
| 1990年アジア競技大会         | 3位               | 75m84 | 1990年        | 北京市             |
| 1991年世界陸上競技選手権大会 | 29位              | 73m78 | 1991年8月25日 | 東京（国立競技場） |
| 1995年世界陸上競技選手権大会 | 34位              | 68m66 | 1995年8月11日 | ヨーテボリ         |

## 他種目での結果
1989年の関西学生秋季大会では十種競技にオープン参加、7200点を記録している。

## トレーニング
「練習はウエイトがすべてで、あとはプラスα」「外国人選手との違いはパワーにある。だったらウエイトすればいい」という考え方 から現役当時は一日平均12時間ほどのウエイトトレーニングを行い、「ウエイトの溝口」と呼ばれていた。ピラミッド形式でベンチプレス総重量100t（100kgを1000回等）と懸垂500回を一日でこなしたことがあり、このときの練習は正午から始めて夜9時までかかったという。12時間トレーニングした後に2、3時間休み、さらに12時間トレーニングしたことがある。
溝口はウエイトトレーニングについて、ただ筋力を付けるだけではなく、全身の神経回路を発達させてスポーツに応用できる筋力を付けることが重要だと考えている。トレーニング種目の一つ一つがどの神経に繋がっているのか繰り返し試し、やり投に直結するように改良していたという。
トレーニング中に冷や汗が止まらなくなり、顔面蒼白になって倒れたことが一度だけあったが、コーラを飲んで少し休憩した後にまた練習再開したという。
体力的限界を超えたトレーニングをこなしていることについて溝口は「そこは精神、俗にいう『根性』でカバーする」、「疲労？だいたい疲労ってなんやねん。そんなもん根性で克服できる」と語っている。
高校時代は100メートル走が14秒台だったが、苛烈なウエイトトレーニングで鍛え続けた結果、走練習をほとんど行わないにもかかわらず11秒台を記録するにまで至っている。
溝口の練習量について、中京大学時代に指導を受けていた室伏広治は「溝口さんは練習の鬼だった。自分も厳しい練習をこなしているほうだと思っていたが、溝口さんは、誇張でもなんでもなく、私の10倍以上の練習内容をこなしていた。」と語っている。
これだけ練習していたにもかかわらず、世界大会で優勝を逃すと「練習不足だ」と言い切っていた。